# بارك يي-جين
بارك يي-جين هي ممثلة كورية جنوبية ولدت في 1 أبريل 1981.